# Baiasca
Baiasca és un petit poble del Pirineu català, del terme municipal de Llavorsí, a la comarca del Pallars Sobirà.
És a l'extrem nord-oest del terme de Llavorsí, a l'esquerra del Riu de Baiasca, just al damunt -nord-oest- d'on s'ajunta a aquest riu el Barranc de Cultius.
Emplaçat sobre la penya al final d'una vall secundària. Destaca per la bellesa del seu entorn, els seus boscos i els seus prats.
El 21 de març de 1958 es constituí en entitat local menor per un decret del Ministeri de Governació. Actualment és una entitat municipal descentralitzada, que ocupa el terme que tenia el municipi de Baiasca abans de fusionar-se amb Llavorsí a mitjan segle xix.

## Etimologia
Segons Joan Coromines, Baiasca és un topònim clarament preromà, iberobasc, però no n'aclareix els significats. Només afirma que -asca és un component freqüent en la toponímia pirinenca de la mateixa procedència.

## Geografia
La superfície de l'EMD de Baiasca és d'aproximadament 12,7 km². Al nord limita amb el municipi de la Guingueta d'Àneu, a l'est amb l'EMD d'Arestui i al sud i a l'oest amb el terme municipal de Rialp.

### El poble de Baiasca
Les cases de Baiasca estan disposades longitudinalment en un coster, formant uns tres nivells diferents, entre els quals no discorren uns carrers urbanitzats, sinó uns espais entre les cases que fan de carrer. L'església de Sant Serni és al nord del centre de la població, a l'altura de la línia de cases més enlairada. Enmig i als dos costats del poble hi ha restes de les cases que han anat caient amb el pas del temps.

#### Les cases del poble[4]
| - Casa Andreu - Casa Blasi - Casa Canet - Casa Carlos - Casa Carme - Casa Carrera | - Casa Casanova - Casa Cílio - Casa Cintes - Casa Jan - Casa Joan | - Casa Manelet - Casa Manyà - Casa Martí - Casa Melcior - Casa Menjaló | - Casa Pere Badia - Casa Pere Gavatx - Casa Peret - Casa Pòlit - La Rectoria | - Casa Saparra - Casa Serafina - Casa Sord - Casa Teresa - Casa Tirador |

## Història

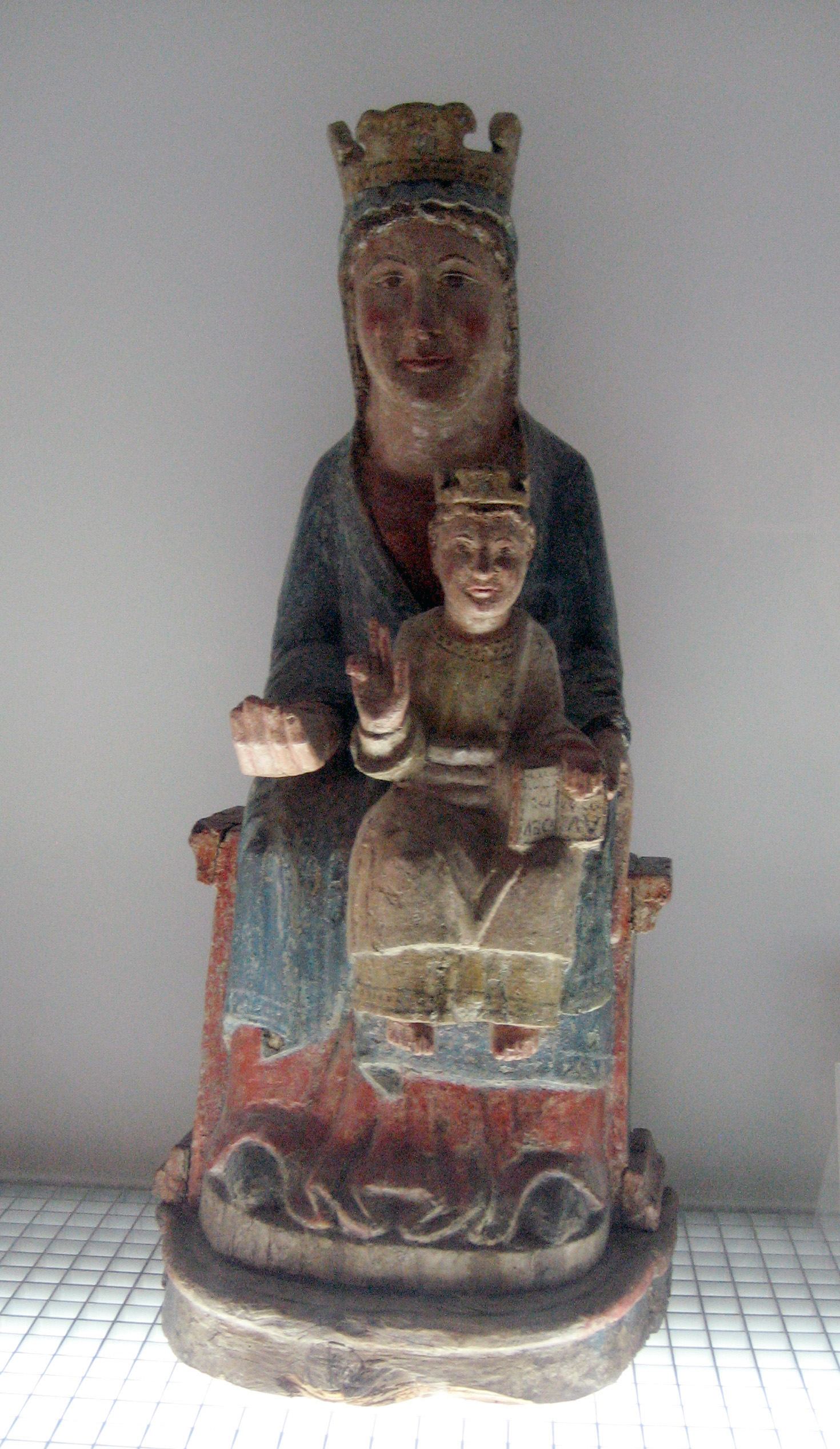
Mare de Déu de Baiasca, talla romànica exposada al Museu Diocesà d'Urgell.

### Edat moderna
El 1553 Vayasca enregistrava 10 focs civils i 1 d'eclesiàstic (uns 55 habitants).

### Edat contemporània
Pascual Madoz dedica un article del seu Diccionario geográfico... a Bayasca. Hi diu que és una localitat amb ajuntament situada en una petita vall envoltada d'altes muntanyes, menys a l'est, on la combaten tots els vents. El clima és fred, propens a reumes i pulmonies. Tenia en aquell moment 29 cases i una església parroquial, Sant Sadurní, de la qual depenia la d'Arestui. El territori és fluix i poblat de boscos de pins, avets i arbusts, amb bones pastures per al bestiar. S'hi collia blat, sègol, ordi, llegums i hortalisses. Hi havia bestiar de tota mena: vacum, porcs, cabres, ovelles, mules i cavalls. Hi havia caça de llebres i perdius. La principal indústria era la derivada de la cria de bestiar. Comptava amb 29 veïns (caps de casa) i 131 ànimes (habitants).

#### L'Entitat Municipal Descentralitzada
La Entidad local menor de Bayasca fou autoritzada per Decret del Ministerio de la Gobernación el 21 de març del 1958, en un decret signat per Francisco Franco i el ministre Camilo Alonso Vega. Eren regides per un alcalde pedani. Passats els anys, aquestes entitats foren convertides en les actuals Entitats municipals descentralitzades i adaptades a les noves legislacions municipals.
Com està previst en la legislació municipal vigent en l'actualitat, els pobles constituïts en Entitat Municipal Descentralitzada (EMD) elegeixen, alhora que l'alcalde i regidors del seu municipi, un president d'EMD. En el cas de Sellui, aquesta figura ha estat coberta fins ara per:
- Manuel Ros i Bringué (1979 - 1983)
- Marcel·lí Carrera i Tolsau (1983 - 1995)
- Carles Jansat i Carrera (1995 - 2011)
- Jordi Fillet i Carrera (2011 - actualitat)

## Demografia
L'entitat municipal descentralitzada de Baiasca només té el nucli de població homònim.
| 1970 | 1981 | 1990 | 1991 | 1994 | 1995 | 1996 | 2001 | 2003 | 2005 | 2008 | 2010 | 2011 |
| ---- | ---- | ---- | ---- | ---- | ---- | ---- | ---- | ---- | ---- | ---- | ---- | ---- |
| 22   | 15   | 12   | 12   | 12   | 11   | 10   | 13   | 13   | 16   | 22   | 21   | 24   |

## Recursos naturals
Els recursos naturals de Baiasca són principalment els boscos i les muntanyes d'utilitat pública de Poleda, Estadina i Montmitger, aquesta darrera compartida amb l'EMD d'Arestui. L'explotació d'aquests terrenys és la principal font d'ingressos de Baiasca.

## Llocs d'interès
- Església romànica de Sant Serni de Baiasca, amb unes interessants pintures romàniques.[7]
- Església romànica de Sant Bartomeu de Baiasca.